# Ben Platt
Benjamin Schiff Platt (født 24. september 1993) er en amerikansk skuespiller. Blandt de roller, han har spillet, er Elder Arnold Cunningham i teatermusicalen The Book of Mormon og Benji Applebaum i filmene Pitch Perfect og Pitch Perfect 2. Hans seneste rolle er på Broadway som Evan Hansen i musicalen Dear Evan Hansen, for hvilken han vandt prisen "Best Actor in a Musical" ved Tony Awards 2017.
Platt blev født i Los Angeles, Californien, som det fjerde ud af fem børn af Julie og Marc Platt. Hans far er film-, tv- og teaterproducer og har blandt andet produceret musicalen Wicked. Hans familie er jødisk.